# Asediul Paviei
Asediul Paviei sau Bătălia de la Pavia a avut loc în 773–774 în nordul Italiei, în apropiere de Ticinum (astăzi, Pavia), capitala Regatului longobarzilor și a reprezentat o victorie decisivă a francilor conduși de regele Carol cel Mare asupra longobarzilor regelui Desiderius. 

## Context
Carol cel Mare, regele francilor (rex Francorum), a succedat la tron în anul 768 împreună cu fratele său, Carloman. În acel timp, exista un antagonism acerb între regele longobarzilor, Desiderius, și papalitate. În 772, papa Adrian I a expulzat pe toți oficialii longobarzi din curia papală. În replică, regele Desiderius a invadat teritoriul papal, capturând chiar și Otriculum (astăzi, Otricoli), aflat la doar o zi de marș față de Roma. Ca urmare, papa Adrian a solicitat sprijinul lui Carol cel Mare.
Carol încheiase anterior o alianță cu longobarzii, căsătorindu-se cu una dintre fiicele lui Desiderius, Desiderata; însă după numai un an de la acest eveniment, regele franc își schimbase opțiunea politică și a trimis-o pe soție înapoi la curtea longobardă din Pavia, gest care a fost considerat ca o insultă de către longobarzi.
Între timp, după moartea lui Carloman I din 771, și soția acestuia, Gerberge a părăsit Regatul francilor împreună cu copiii săi (din motive necunoscute) și a căutat refugiu la Pavia. Desiderius a găsit ocazia potrivită pentru a întoarce insulta primită și a oferit azil refugiatei și declarând că fiii ei au dreptul asupra unei părți din Regatul francilor. De acum, relația dinte franci și longobarzi s-a rupt în totalitate, iar papa a reușit să profite din plin de acest lucru. Ambasada pontifului a debarcat la Marsilia și a călătorit până la Thionville, de unde au trimis mesajul:
| “ | Ei [longobarzii] ne vor ataca pe uscat și pe apă, vor cuceri cetatea Romei și ne vor duce în captivitate... De aceea, te rugăm prin Dumnezeul întrupat și prin principele apostolilor să te grăbești în ajutorul nostru, altfel vom fi distruși. | ” |

Carol cunoștea adevărul asupra agresiunii lui Desiderius și amenințarea pe care acesta o reprezenta și pentru propria sa stăpânire asupra francilor și a pornit cu trupele sale în marș către Italia la începutul verii anului 773.

## Asediul
Nu se cunoaște numărul trupelor conduse de Carol cel Mare; se știe doar că el a împărțit-o în două grupuri, dând comanda unuia dintre acestea unchiului său Bernard. Armata francă a trecut prin pasurile Alpilor, Carol prin Dora Susa din apropiere de Mont Cenis, iar Bernard prin pasul Saint Bernard. La poalele munților, armata lui Carol cel Mare a întâlnit puternicele fortificații ale lui Desiderius, însă oamenii săi de recunoaștere au identificat rute alternative. Apărătorii au fost atacați dinspre flanc, în vreme ce forțele conduse de Bernard se apropiau dinspre răsărit, până când longobarzii s-au refugiat în spatele fortificațiilor din Pavia. Trupele france și-au constinuat înaintarea și asediul asupra capitalei longobarde a început în luna septembrie.
Numeroasa armată a lui Carol era capabilă să înconjoare integral capitala lui Desiderius, chiar dacă francii nu adus cu ei instrumente de asediu. La rândul lor, longobarzii au fost surprinși nepregătiți: orașul era slab aprovizionat, iar ținuturile din jur deja căzuseră în mâinile atacatorilor. Desiderius a rămas în Pavia, însă fiul său, Adalgis (Adalchis) se retrăsese în mai bine fortificata cetate a Veronei pentru a proteja familia refugiată a lui Carloman. Carol a trimis o mică forță pentru a asedia Verona, drept pentru care Adalgis, înspăimântat, a fugit spre Constantinopol, pentru a căuta sprijin în Bizanț, în vreme ce Verona și familia lui Carloman au fost luate de către invadatori.
În primele luni din 774, Carol a început să pună stăpânire pe întreaga regiune din jurul Paviei. El și-a permis ca, între timp, să facă o vizită papei la Roma, în timpul Paștelui. În toată această vreme, niciunul dintre ducii și conții longobarzi răspândiți în Italia nu a manifestat nicio intenție de a interveni în favoarea lui Desiderius. După zece luni de asediu, foametea lovea Pavia, iar Desiderius, conștientizând că a fost părăsit de toți vasalii săi longobarzi, a deschis porțile lui Carol cel Mare și s-a predat în luna iunie.

## Urmări
După victoria astfel obținută, Carol cel Mare s-a autoproclamat rex Langobardorum și din acel moment el va fi numit rege al francilor și longobarzilor. Pentru perioada Evului mediu timpuriu, faptul ca un conducător să preia titlul celui cucerit a fost un element unicat. De asemenea, Carol s-a aliat foarte strâns de Biserică, devenind protectorul efectiv al acesteia. Recunoașterea de către el a autorității temporale papale în Italia centrală a însemnat întemeierea puterii medievale a papilor, Statul papal consolidându-se sub aspect temporal.
Declinul statului longobard a fost unul rapid, iar modificările aduse de cucerirea francă în Italia au fost majore. De asemenea, ducatele din Langobardia Minor (la acea vreme, Benevento și Spoleto) au dobândit o mai mare arie de manifestare.